# Никоненко Леонід Максимович
Никоненко Леонід Максимович (нар. 24 січня 1929, село Будилка, Лебединський район, Сумська область, УРСР — 24 березня 2016, Сімферополь, Крим) — український письменник, драматург, театральний актор.

## З біографії
У автобіографії Леонід Максимович писав, що «народився я десь на межі Сумської та Полтавської областей 1929 року у закучерявленому вербами та садками селі Будилка».
Закінчив середню школу, вступив до Сумського педагогічного інституту. Служив у армії в Прибайкаллі. Після служби в армії закінчив Харківський театральний інститут — курс корифея української сцени І. О. Мар'яненка.
Почав працювати за фахом у Криму — понад тридцять п'ять років був актором Кримського українського театру драми та музкомедії.
Помер Леонід Максимович 24 березня 2016 року.

## Творчий доробок
- Перша п'єса Л. Никоненка — «Голубий слід». Наступною стала п'єса «Чужий».
- Другий, більш зрілий період творчості — п'єса «Сільські дівчата» (1985). Твори «Полин», «Гріховодник» («Синдром») (1990).
- Драма «Розтрачене кохання».
- Трагікомедія з гостросатиричним спрямуванням «Чмо»[1].